# The Infernal Pathway
The Infernal Pathway è il settimo album in studio del gruppo musicale black metal norvegese 1349, pubblicato nel 2019, preceduto da due EP: Dødskamp e Through Eyes of Stone.

## Tracce
Testi di Kenneth "Destroyer" Svartalv, eccetto dove indicato.
1. Abyssos Antithesis – 5:30
2. Through Eyes of Stone – 3:24
3. Tunnel of Set VIII (Strumentale) – 0:47
4. Enter Cold Void Dreaming – 3:58
5. Towers Upon Towers – 4:50
6. Tunnel of Set IX (Strumentale) – 1:06
7. Deeper Still – 4:13
8. Striding the Chasm – 6:11
9. Dødskamp – 5:01 (testo: Ravn)
10. Tunnel of Set X (Strumentale) – 0:53
11. Stand Tall in Fire – 8:09

## Formazione
- Ravn - voce
- Archaon - chitarre, cori (traccia 9)
- Seidemann - basso, cori (traccia 2)
- Frost - batteria